# Landesliga Württemberg 1945/46
Die Landesliga Württemberg 1945/46 war die erste Saison der höchsten württembergischen Amateurklasse nach dem Zweiten Weltkrieg. Sie war eine Ebene unterhalb der Oberliga Süd angesiedelt und deckte den Nordteil von Württemberg ab, der zum damaligen Land Württemberg-Baden gehörte.
Meister wurde die TSG Ulm 1846, die dadurch direkt in die Oberliga Süd aufstieg. Der VfR Heilbronn und der FV Zuffenhausen stiegen ab.

## Abschlusstabelle
| Pl. | Verein                 | Sp. | Tore  | Punkte |
| --- | ---------------------- | --- | ----- | ------ |
| 01. | TSG Ulm 1846           | 18  | 59:17 | 29:70  |
| 02. | Sportfreunde Stuttgart | 18  | 41:20 | 25:11  |
| 03. | 1. Göppinger SV        | 18  | 38:32 | 21:15  |
| 04. | Stuttgarter SC         | 18  | 41:35 | 19:17  |
| 05. | SSV Ulm                | 18  | 29:31 | 18:18  |
| 06. | Sportvg Feuerbach      | 18  | 31:33 | 15:21  |
| 07. | VfR Aalen              | 18  | 30:38 | 15:21  |
| 08. | Union Böckingen        | 18  | 30:43 | 15:21  |
| 09. | VfR Heilbronn          | 18  | 27:43 | 14:22  |
| 10. | FV Zuffenhausen        | 18  | 25:59 | 09:27  |